# تلمبة علي أكبر بحراني (هشيوار)
تلمبة علي أکبر بحراني (بالإنجليزية: Tolombeh-ye Ali Akbar Bahrani)‏ هي منطقة سكنية تقع في إيران في فارس.